# Negele Arsi
Negele Arsi (ili Arsi Negele) je grad na jugoistoku Etiopije, u Regiji Oromija u Zoni Misrak Šoa. Negele Arsi je udaljen oko 220 km južno od glavnog grada Adis Abebe, te oko 173 km južno od regionalnog središta Adame, te svega 21.5 km od grada Šašamane. Negele Arsi leži na nadmorskoj visini od 2,043 metara, pored jezera Šala, upravno je središte worede Arsi Negele.

## Povijest
Negele Arsi je dobio električnu energiju ranih 1950-ih, kao i telefonske i poštanske usluge od 1967.  Njegov sajam koji se održava svakog ponedjeljka, privlači seljake i trgovce ne samo iz neposredne okolice grada već i iz susjedne worede Šašamane.
Sin etiopskog cara Heile Selasija knežević Sahle Selasije bio je velik zemljoposjednik oko Negele Arsija. Sve do ranih 1970-ih, polovica worede Arsi Negele bila je u vlasništvu njegovih potomaka. 

## Stanovništvo
Prema podacima Središnje statističke agencije Etiopije -(CSA) za 2005. grad Negele Arsi imao je 42,054 stanovnika, od toga 21,120 muškaraca i 20,934 žena.